# Euxoa plumbina
Euxoa plumbina là một loài bướm đêm trong họ Noctuidae.